# Kung Fury: The Movie
Kung Fury: The Movie (även benämnd Kung Fury 2) är en kommande amerikansk action- och komedifilm i regi av David Sandberg, som också skrivit filmens manus tillsammans med Tyler Burton Smith. Sandberg medverkar även i filmen där han spelar titelkaraktären. Det är en långfilmsversion och nytolkning av kortfilmen Kung Fury från 2015.
Filmen var tidigare planerad att ha premiär i USA den 17 november 2023.

## Handling
Filmen kretsar kring Kung Fury som är en detektiv från Miami. Då han träffats av blixten och blivit biten av av en kobra har han fått superkrafter.

## Rollista (i urval)
- David Sandberg – Kung Fury
- Michael Fassbender – Colt Magnum
- Arnold Schwarzenegger – presidenten
- Ralf Moeller – Thor
- Alexandra Shipp – Rey Porter
- Jorma Taccone – Adolf Hitler, även känd som Kung Führer
- Leopold Nilsson – Hackerman
- Eleni Young – Barbarianna
- David Hasselhoff – Hoff 9000
- Debora Zhecheva
- Dessy Slavova
- Tomas Blomberg